# Antica Pizzeria Port’Alba
Die Antica Pizzeria Port’Alba in Neapel, Italien, gilt als die älteste noch existierende Pizzeria der Welt.

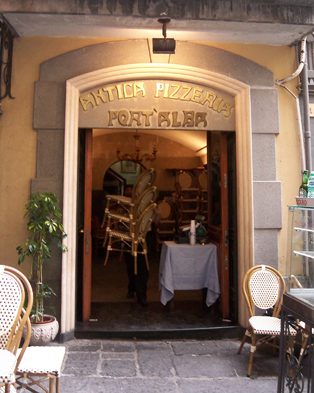
Eingang der Pizzeria

## Geschichte
Die Antica Pizzeria Port’Alba wurde 1738 im Stadtzentrum Neapels in der Via Port’Alba 18 als eine Verpflegungsstätte für Wanderhändler eröffnet und 1830 zu einem Restaurantbetrieb mit Tischen, Stühlen und einem Obergeschoss umgewandelt. Das Restaurant ersetzte Straßenhändler, die Pizza in Holzöfen backten und auf die Straße brachten, wo sie sie in kleinen Blechöfen warm hielten, die sie auf dem Kopf balancierten.  Bald wurde die Pizzeria zu einem beliebten Treffpunkt für den einfachen Mann. Die meisten Gäste waren Künstler, Studenten oder andere mit sehr wenig Geld, daher waren die Pizzen im Allgemeinen einfach und mit Belägen wie Öl und Knoblauch versehen.  Es wurde ein Zahlungssystem namens Pizza a otto entwickelt, das es Kunden ermöglichte, bis zu acht Tage nach ihrer Mahlzeit zu bezahlen. Ein lokaler Witz daraus ergab, dass eine Mahlzeit bei Port’Alba für jemanden die letzte kostenlose Mahlzeit sein könnte, wenn er vor dem Bezahlen starb. Darüber hinaus verfassten die Gäste Gedichte zu Ehren der Pizzen. Die Antica Pizzeria Port’Alba ist noch heute in Betrieb und befindet sich zwischen mehreren Buchhandlungen. Es wird allgemein angenommen, dass es sich um die erste Pizzeria der Welt handelt.

## Speisen
Seit seiner Eröffnung im Jahr 1830 sind die Öfen des Lokals mit Lavasteinen vom nahegelegenen Vesuv ausgekleidet. Zu seiner Entstehungszeit war die Mastunicòla (Mastro Nicola) eine beliebte Pizza, belegt mit Schmalz, Schafskäse und Basilikum. Basilikum und Oregano waren die am häufigsten verwendeten Kräuter, während andere Beläge Meeresfrüchte, Büffelmozzarella, Wurstwaren und Alevín, kleine Weißfische, die sich noch in der Entwicklung befinden, umfassten.